# Campus Bell
Le Campus Bell est un campus de cinq immeubles à l'Île-des-Soeurs qui compose le siège social de Bell Canada. Totalisant 835 000 pieds carrés, il est réalisé par le promoteur montréalais Canderel, puis vendu à la société allemande KanAm. Bell Canada a signé un bail de 20 ans,,.